# 에드워드 8세의 퇴위

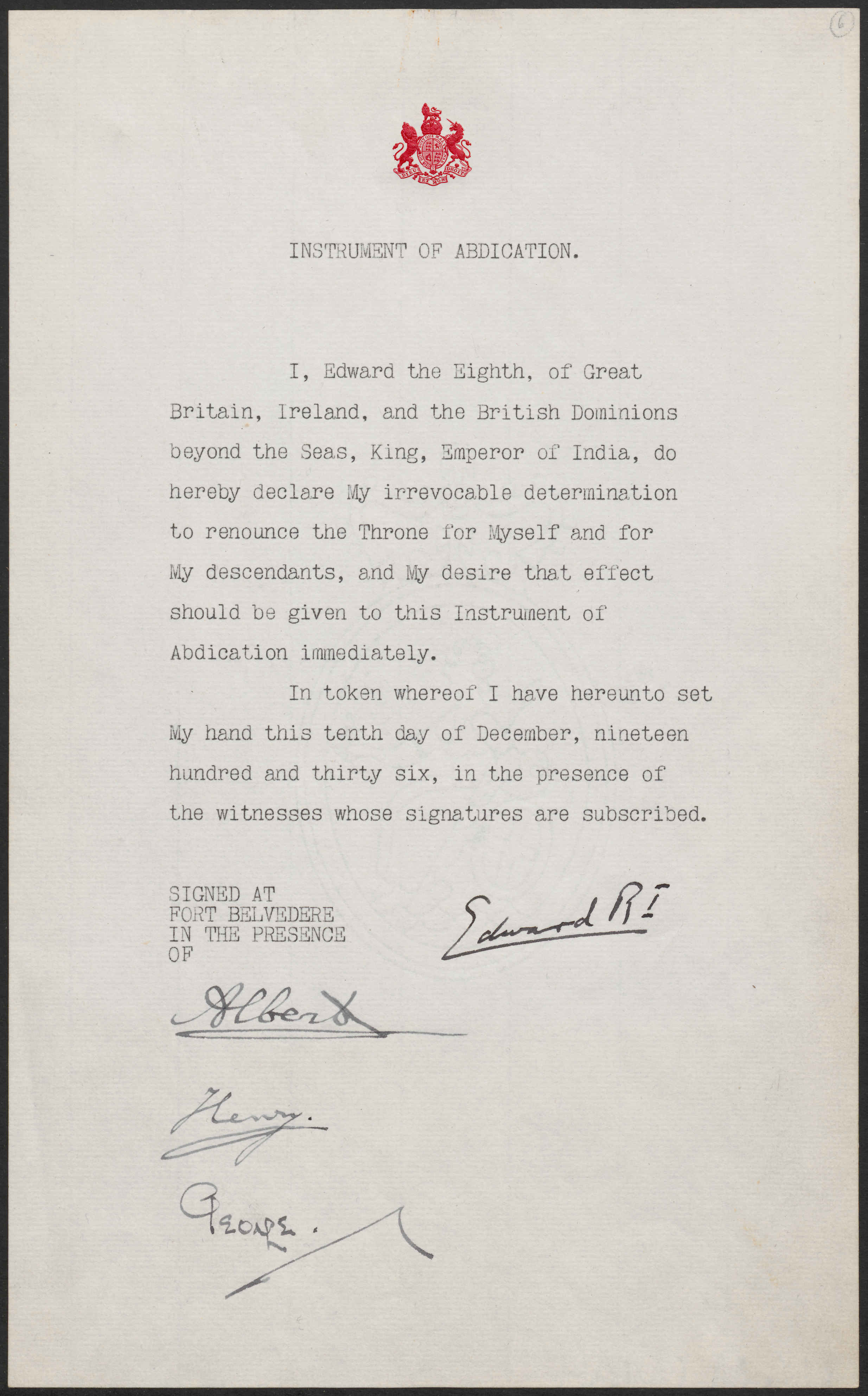
에드워드 8세의 퇴위 성명문

1936년 12월 초, 에드워드 8세가 첫 번째 남편과 이혼하고 두 번째 남편과 이혼을 진행 중인 미국 사교계 명사 월리스 심프슨과 결혼하자고 제안하면서 대영 제국에 헌법적 위기가 발생했다.
이 결혼은 영국 정부와 영연방 자치령에 의해 반대되었다. 종교적, 법적, 정치적, 도덕적 반대가 제기되었다. 영국 군주로서 에드워드는 잉글랜드 국교회의 명목상의 수장이었다. 당시 교회는 전 배우자가 아직 살아 있는 경우 이혼한 사람들이 교회에서 재혼하는 것을 허용하지 않았다. 이러한 이유로 다음과 같은 사실이 널리 믿어졌다. 에드워드는 심프슨과 결혼하여 왕좌에 남을 수 없었다. 두 번 이혼한 여성으로서 심프슨은 장래의 여왕 배우자로서 정치적, 도덕적, 사회적으로 부적합하다고 인식되었다. 그녀가 왕에 대한 사랑보다는 돈이나 지위에 대한 사랑에 의해 움직였다는 것이 기득권층에서는 널리 추정되었다. 반대에도 불구하고 에드워드는 심프슨을 사랑하며 두 번째 이혼이 완료되자마자 그녀와 결혼하겠다고 선언했다.
심프슨을 국왕의 배우자로 받아들이는 것을 꺼리는 사람들이 널리 퍼져 있었고 에드워드는 그녀를 포기하기를 거부하여 1936년 12월에 퇴위했다. 그의 뒤를 이어 그의 형제 앨버트가 조지 6세가 되었다. 에드워드는 퇴위 후 윈저 공작이라는 칭호를 받았으며 전하(Royal Highness)라는 호칭을 얻었으며 이듬해 심프슨과 결혼했다. 그들은 1972년 그가 죽을 때까지 결혼 생활을 유지했다.